# Wigginton (Oxfordshire)
Wigginton è un villaggio e parrocchia civile dell'Inghilterra, appartenente alla contea dell'Oxfordshire.